# Artsrun Hovhannisián
Artsrun Karapeti Hovhannisián (en armenio: Արծրուն Կարապետի Հովհաննիսյան ; 30 de enero de 1980, Tsoghamarg, República Socialista Soviética de Armenia ) es exsecretario de prensa del Ministerio de Defensa de Armenia, y experto y analista militar. Desde marzo de 2020, es Jefe de la Facultad del Estado Mayor de Mando de la Universidad Militar Vazgen Sargsián.

## Actividad militar
Desde 1997, Hovhannisián ha servido en las Fuerzas Armadas de Armenia. Luego de graduarse de la universidad en 2001 y ser ascendido a Teniente, fue designado Comandante de Pelotón de una brigada antitanques en una de las bases militares del Ministerio de Defensa de Armenia.

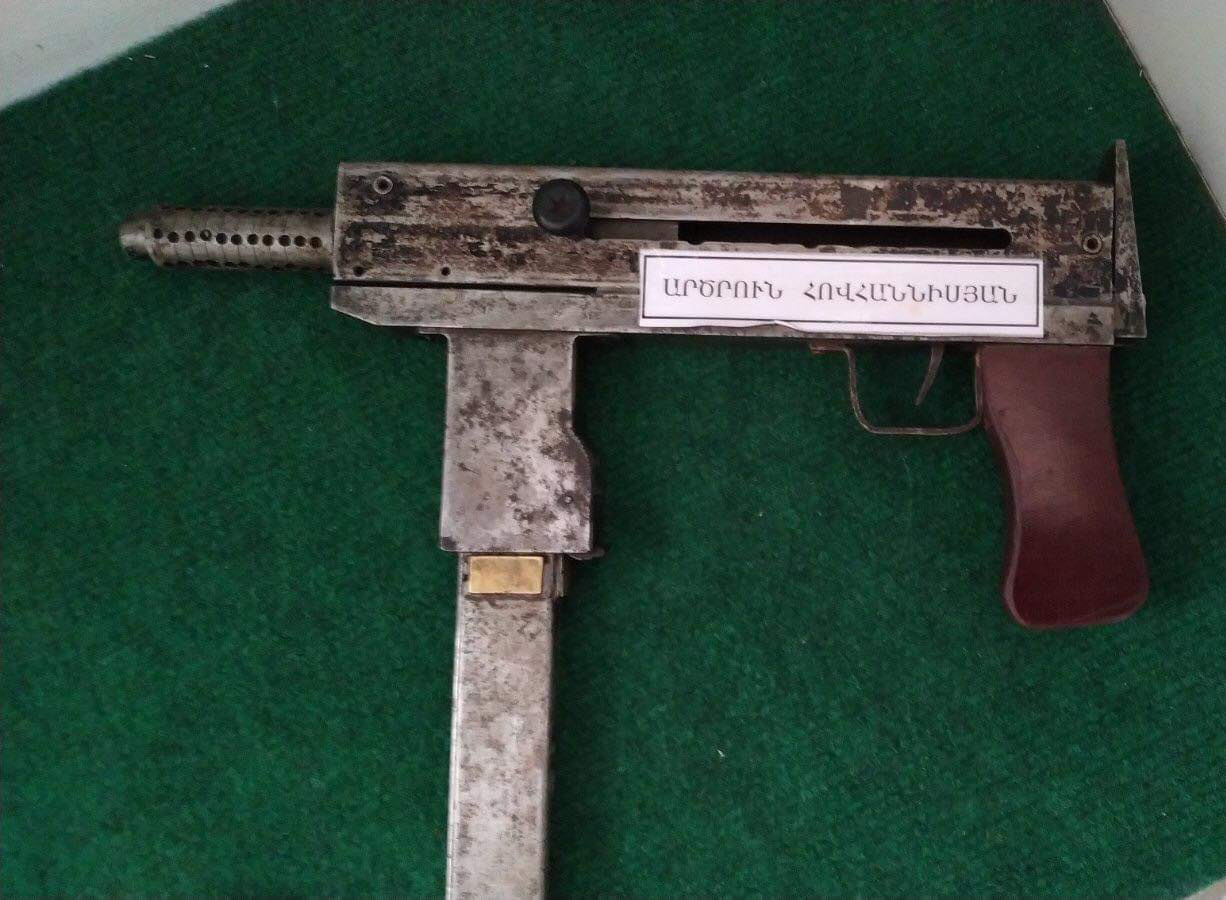
La ametralladora desarrollada por Artsrun Hovhannisián

En 2002 Hovhannisián fue designado comandante del mismo cuerpo antitanques. En 2004 fue nombrado Comandante de la Guardia del Batallón de apoyo técnico de un aeropuerto. De 2010 a 2011 trabajó en el Instituto de Investigaciones Políticas del Estado Mayor del Presidente de Armenia como experto militar. En 2002 trabajó en el Centro de Relaciones Públicas del Presidente de Armenia. En 2012, Artsrun Hovhannisyan se convirtió en secretario de prensa del Ministerio de Defensa de Armenia. De 2010 a 2012 estudió en el centro científico-educativo Internacional de la Academia Nacional de Ciencias (NAS) con énfasis en historia. En 2013 fue postulante del Instituto de Historia de NAS de Armenia. Desde septiembre de 2013 ha sido profesor de Universidad Estatal de Ereván, en la facultad de relaciones internacionales, y desde enero de 2014 imparte cursos de mando en el Instituto Militar (MI) después de la Universidad Militar Vazgen Sargsián. En 2014 recibió el título de candidato (de ciencias) en historia.
Mientras estudiaba en la Universidad Militar V. Sargsián, desarrolló una ametralladora, que actualmente se encuentra en el Museo de la Universidad:

## Como erudito militar
En sus estudios, Artsrun Hovhanisián intenta aportar un nuevo punto de vista a la teoría de las guerras y las operaciones militares del siglo XX, y disipar los mitos y estereotipos generalizados para mantener a los soldados armenios alejados del peligro de sufrir grandes pérdidas, como resultado de siguiendo ciegamente estos mitos y estereotipos, que pueden tener graves consecuencias en la vida real. Muchos expertos insisten en que Artsrun Hovhannisián es uno de los primeros teóricos militares, tras la independencia de Armenia, cuya actividad está dirigida a utilizar los logros teóricos militares del siglo XXI en el ejército armenio. El autor aprueba constantemente las siguientes tesis en sus obras.
* «En general, la doctrina militar imperial y especialmente soviética no debe aplicarse a ciegas al ejército armenio recién creado simplemente porque están diseñadas para ser practicadas en un país con recursos ilimitados y no se ajustan a la realidad armenia».* «En el futuro, a nivel estratégico, se dará preferencia en gran medida a las operaciones militares irregulares. A nivel operativo, dominarán los dispositivos electrónicos de derrota y, a nivel general, el papel de la fuerza aérea será primordial. Fue Artsrun Hovhannisyan quien, el primero en nuestra realidad en 2010, insistió en que necesitamos una fuerza aérea poderosa, y mencionó específicamente la necesidad de adquirir cazas Su-30».* «Particularmente en su obra reciente Artsrun Hovhannisyan intenta analizar y coordinar el papel de la Supremacía Aérea, la necesidad de unificación de la fuerza aérea y las fuerzas de defensa aérea, los componentes teóricos y prácticos de las operaciones militares irregulares y la llamada "guerra híbrida" de la siglo XX, cuestiones de superioridad aérea y las características estratégicas del uso de pequeños ejércitos».* «Artsrun Hovhannisyan insiste en que las guerras futuras estarán "centradas en la plataforma de red».
Artsrun Hovhannisyan es considerado uno de los nuevos eruditos militares del período de la independencia, que se aparta de los estereotipos militares prestablecidos, y que intenta comprender y dar una imagen realista sobre una guerra futura. Destaca que sería muy importante contar con atributos de calidad y cumplimiento de grandes tareas, con pequeñas fuerzas, a lo que agrega la gestión digital, las armas de alta precisión, la estrategia «truculenta» y otros factores.

## Actividades científicas y académicas
- Desde 2013 - Conferencista, departamentos de relaciones Internacionales y periodismo de YSU.
- Desde enero de 2014 - Profesor de la Universidad Militar de Vazgen Sargsián, Cursos de Comando y Estado Mayor.

## Trabajos
- Revisión militar regional ․ Hovsepián L. Hovhannisián A. Minasyan S. Ereván 2016, -203 p.
- Periodismo militar. Manual pedagógico-metodológico. A. Hovhannisián. Ereván 2018, -188 p.

## Monografías
- El avión militar más famoso, 2005, Ereván[9][10]
- La aviación en la guerra de Artsaj, 2006, Ereván[11]
- Algunas preguntas sobre la aviación, 2009, Ereván[12]
- Superioridad aérea, 2010, Ereván[13][14]
- Tsoghamarg, Ereván 2010[15]
- Militarización de la región y el ejército armenio, 2013, Ereván[16][17]
- La creación del ejército de la Tercera República de Armenia, IH NAS 2015. Ereván[18]
- Guerra. T1. Superioridad aérea - Yer,  Autor ed., 2016. -. 792 + 36 pág.
- El desarrollo del arte militar en el siglo XX y perspectivas. Breve investigación - Yer .: Instituto de Historia, NSA RA, 2017, - 661 p.
- La sinfonía del ataque o el auge de una guerra aplastante en el arte militar, Ereván: RA MoD 2019.

## Artículos
1. Acerca de los planes estratégicos de modernización de la defensa antiaérea y de misiles antibalísticos de Turquía. LS Hovsepián, AK Hovhannisián - Ejército armenio 2010[19]
2. Perspectivas de la aplicación de objetos voladores no tripulados en nuestra región[20]
3. ¿Deberían unificarse las fuerzas aéreas militares y los ejércitos de defensa antiaérea? 21st CENTURY, n.º 2, 2010
4. Transporte aéreo de carga en Armenia[21]
5. Análisis de las acciones de las fuerzas de aviación de Azerbaiyán y la defensa antiaérea de Armenia en la guerra de Artsaj, 21st CENTURY, n.º 4, 2010
6. La militarización de Azerbaiyán, El siglo XXI, # 3, 2011, pág. 46-60[22]
7. Potencial militar de Irán en caso de guerra, Modern Eurasia (2012)[23]
8. Análisis comparativo de indicadores militares de la República de Armenia, NK y República de Azerbaiyán. Cuadernos de trabajo, anexo 1-2, (21-22) 2012 (secreto)
9. La armadura de las Fuerzas Armadas de la República de Armenia, cuestiones históricas armenias, 13.2012
10. Los nuevos problemas de la militarización en Asia y la nueva militarización estadounidense, Modern Eurasia II (2), 2013, pág.81 - 98[24]
11. Algunos aspectos del arte de la guerra durante la guerra de Artsaj 1993-1994, 21st CENTURY 1/2014, págs. 33-59[25]
12. A. Ogannisián, L. Ovsepián. Ejército turco. Entre estereotipos y realidad. 21st CENTURY. 4/2014, borré 31-47.[26]
13. Ciertos temas de aplicación de la metodología histórico-comparativa / Ejército de Armenia 3-4,2014, pág.226-234
14. Ataques de información con un ejemplo del Ministerio de Defensa. Conflicto de comunicaciones y seguridad de la información. Materiales de la conferencia de 2015, p. 73-82.
15. Las lecciones aprendidas de las últimas guerras del siglo XX. 21st CENTURY, n.º 4, 2015, pág. 104-116։
16. Influencia del combate aéreo en el desarrollo de vehículos blindados de combate. Julio-septiembre de 2015, vol. 30 (3) Revisión de la defensa de la India. p 110-114.[27]
17. Guerra híbrida: tradiciones e innovaciones // Caminos hacia la paz y la seguridad 2016. N.º 1 (50). P. 111-119.
18. Fase actual de desarrollo de las Fuerzas Armadas de Armenia, HISTORIA Y CULTURA, Journal of Armenian Studies, Ereván, YSU, págs. 99–112
19. Ciertos problemas de determinación y clasificación de la guerra híbrida: Ejército de Armenia 2 (88) 2016. P. 62-72:
20. Acerca de las guerras del futuro; Julio-septiembre de 2016. Vol. 31.3 Revisión de la defensa india, edición. pags.
21. Análisis estratégico de la Guerra de Abril. Ciertas consideraciones en el sistema "Nación-Ejército" de mejora del sistema de defensa de la RA. Ejército armenio 1-2 (91-92) 2017. P. 34-47:
22. Garantía de victoria por superioridad aérea durante operaciones militares irregulares en el ejemplo de la guerra de Irak (2003) y Siria (2015-2017). Ejército armenio 4 (94). 2017, págs. 88-96:
23. Sobre el tema de la efectividad del golpe de objetos estratégicos causado por los recursos de ataque aéreo. Ejército armenio. 1-2 (95-96). 2018, págs. 185-203:
24. El papel y la aplicación de los objetos voladores sin piloto en la guerra moderna. La estrategia 1 (I) 2018, p. 49-69:
25. El papel de las actividades de información en la guerra moderna. Periodismo militar. Manual didáctico-metódico 2018, p. 50-78:
26. Fuerzas Armadas de Azerbaiyán. Valoración del poder militar. Periodismo militar. Manual educativo-metódico 2018, P 100-131:
27. Problemas de defensa flexible y estática en la guerra de próxima generación. Observación de la visión del Ministerio de Defensa de la RA. Ejército armenio 4 (98). 2018, págs. 55-75:
28. A. Hovhannisyan, A. Grigoryan. Las ventajas de utilizar grupos tácticos de batallón en nuestra región. Ejército armenio 4 (98). 2018, Էջ 86-94:
29. El teatro de Asia y el Pacífico en foco: Comparación de sistemas de armas de competidores cercanos, problemas actuales. EURASI CONTEMPORÁNEA. Vll (1,2) 2018 p. 4-21.
30. Arte militar en la guerra de Artsaj. Artsakh en la encrucijada de la lucha por el estado armenio. Conferencia Internacional. 2018, P 203-211:
31. Las cuestiones temporales del refuerzo en la guerra moderna. Ejército armenio 1 (99). 2019, págs. 17-26:
32. Las seis reglas para romper la defensa aérea probadas en el Medio Oriente. Los países y pueblos del Cercano y Medio Oriente. volumen XXXII, parte 2. Ereván. 2019. p. 325-334.
33. Notas históricas sobre la colaboración militar armenio-británica. 1918-1920, REVIEW OF ARMENIAN STUDIES. 2019 N 3 (21). pags. 17-31.[28]

## Revisiones
1. Armen Harutyunyan, Artsrun Hovhannisyan, «La aviación en la guerra de Artsaj», «Aviamania», Compañía científica, 2006
2. Libro «Algunas preguntas sobre la aviación», Fundación Noravanq
3. M.T. Hakobián, Artsrun Hovhannisián, «Militarización de la región y el ejército armenio", Revista de Ciencias Sociales 1/2014, pág. 304-306

## Otros proyectos
- A. Margarián Película documental «Nelson Stepanyan", como asesor, 2008
- Película documental «En los pasillos del cielo" del programa «Fuerzas armadas", como asesor y autor, 2010
- «Fundación Noravank", NUESTRAS VICTORIAS, Volumen 4, coautor, 2012.